# Adolf Kneser
Adolf Kneser (Grussow, 19 marzo 1862 – Breslavia, 24 gennaio 1930) è stato un matematico tedesco.

## Biografia

### Formazione e carriera
Perso il padre quando aveva un anno, Kneser è stato cresciuto dallo zio, il fisico Johann Christian Poggendorff, a Rostock. Qui ha frequentato l'ateneo cittadino, pubblicando il suo primo lavoro, sul tema dell'acustica. In seguito ha anche frequentato sia l'Università Humboldt di Berlino, sia quella di Heidelberg. Nella prima, allievo di Ernst Kummer e di Leopold Kronecker, ha sostenuto, nel 1884, la propria tesi di laurea. Conseguita l'abilitazione all'insegnamento universitario a Marburgo, si è trasferito all'Università di Breslavia, dove ha insegnato dal 1905 al 1928, ricevendone la nomina a professore emerito. Della stessa è stato rettore nell'anno accademico 1911-'12. Sono stati suoi allievi, tra gli altri, Stefan Cohn-Vossen, Harald Geppert e Heinz Hopf. Nel 1929 è stato eletto presidente della Società Matematica Tedesca.

### Attività scientifica
Kneser si è interessato, inizialmente, di funzioni algebriche e di funzioni e curve ellittiche, passando a trattare successivamente il problema di Sturm-Liouville, con particolare riferimento alle equazioni differenziali lineari, alle equazioni integrali e al calcolo delle variazioni. In tal senso ha condotto svariate analisi e pubblicato numerosi studi, fra i quali il Trattato del calcolo delle variazioni (ed. or. Lehrbuch der Variationsrechnung) uscito nel 1900, e ristampato nel 1925, e Le equazioni integrali e loro applicazioni in fisica matematica (ed. or. Die Integralgleichungen und ihre Anwendungen in der mathematischen Physik) del 1911 e ristampato nel 1922. 
Si è anche interessato di filosofia e di storia delle scienze, pubblicando saggi sulla filosofia dello Stato di Hobbes e sul principio di  minima azione in Leibniz, usciti rispettivamente nel 1924 e nel 1928.